# Švehlova chata
Švehlova chata je název nerealizovaného hotelu na Zlatém návrší v Krkonoších.
Nutným předpokladem ke vzniku projektu chaty, která měla nést jméno Antonína Švehly, trojnásobného předsedy československé vlády, bylo vybudování Masarykovy horské silnice z Jilemnice přes Horní Mísečky na Zlaté návrší. Otevřena byla v roce 1936 a výrazně zlepšila přístupnost této části hor jak pro turistickou veřejnost, tak i pro relativně snadnou dopravu stavebního materiálu a pozdějšího zásobování.
Chata zaměřená na mohovitější klientelu měla být vybudována asi 35 metrů severně od zakončující smyčky silnice. Autorem projektu byl Ing. Oktáv Koutský. Zastavěná plocha měla být přes 700 m², vysoká měla být 26 m, kromě přízemí a suterénu měla mít šest nadzemních pater, z toho tři v podkroví. Do výbavy měly patřit tři restaurační sály, vinárna, bufet, salónek, vyhlídková terasa, kancelář pro četníky a holičství. Kromě ubytování pro bohatší klientelu (mj. čtyři luxusní apartmá) zde měla být i letní turistická noclehárna. Součástí stavby měl být i dvůr, který měl být obestavěn přízemní hospodářskou budovou zahrnující garáže (mj. pro autokar), stáj, velkou lednici, místnost zařízenou na porážku zvířat a úpravu masa a další provozní místnosti.
Vzhledem k umístění stavby v prostoru právě budované linie československého opevnění měly být v hospodářské budově zřízeny střílny. Měly být použity zbylé kusy střílen ze zastavené výstavby lehkého opevnění vzor 36.
Započetí stavby bylo plánováno na jaro 1938, ale investoři záměr pozastavili z důvodu událostí okolo anšlusu Rakouska z 12. března téhož roku a nejasností s dalším politickým vývojem. K výstavbě chaty již pak nedošlo. Jedinou památkou je základní kámen, který se nachází uprostřed smyčky Masarykovy horské silnice.